# Tvåfärgad fältmätare
Tvåfärgad fältmätare (Plemyria rubiginata) är en fjärilsart som beskrevs av Ignaz Schiffermüller 1775. Tvåfärgad fältmätare ingår i släktet Plemyria och familjen mätare. Arten är reproducerande i Sverige. Inga underarter finns listade i Catalogue of Life.

## Bildgalleri

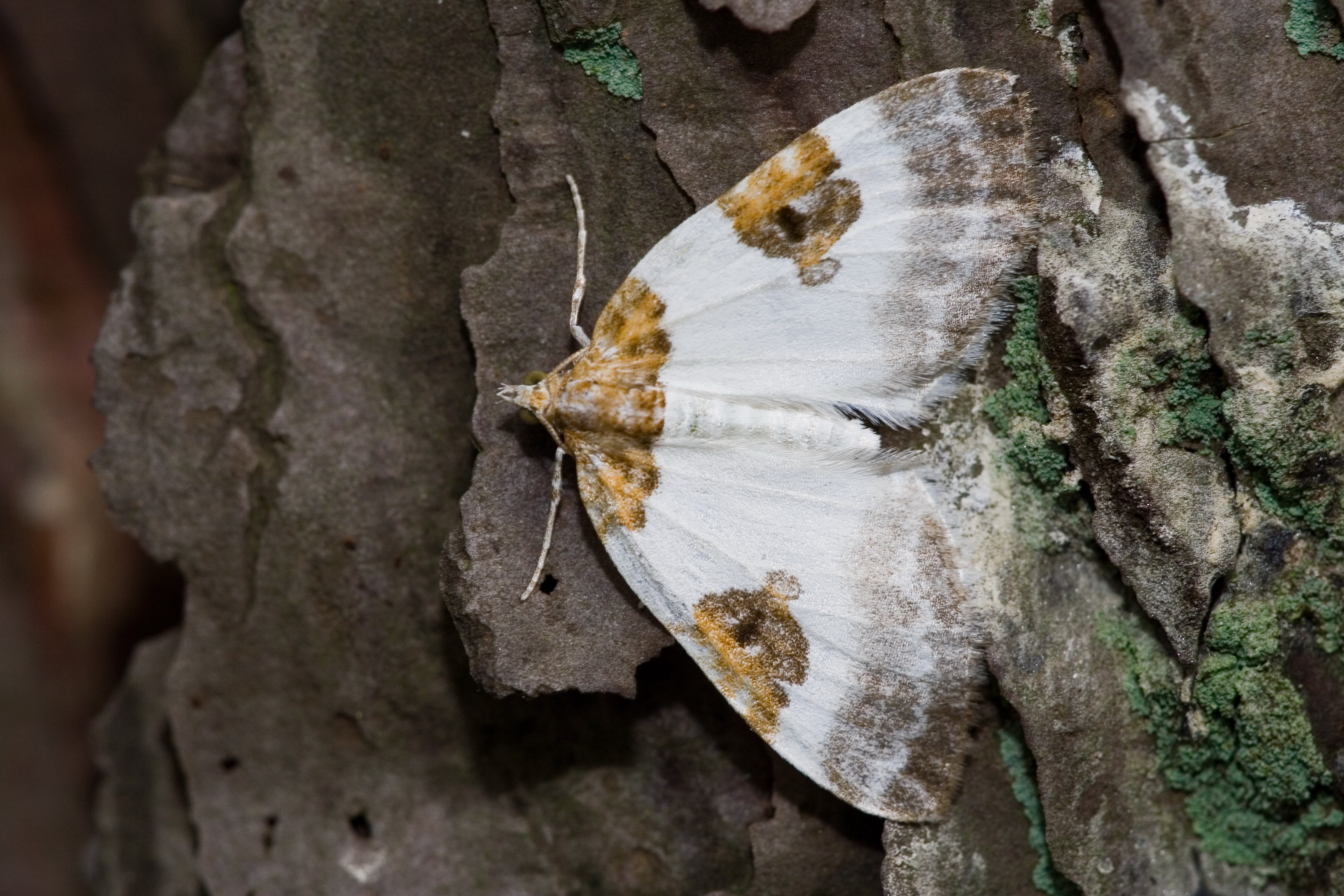
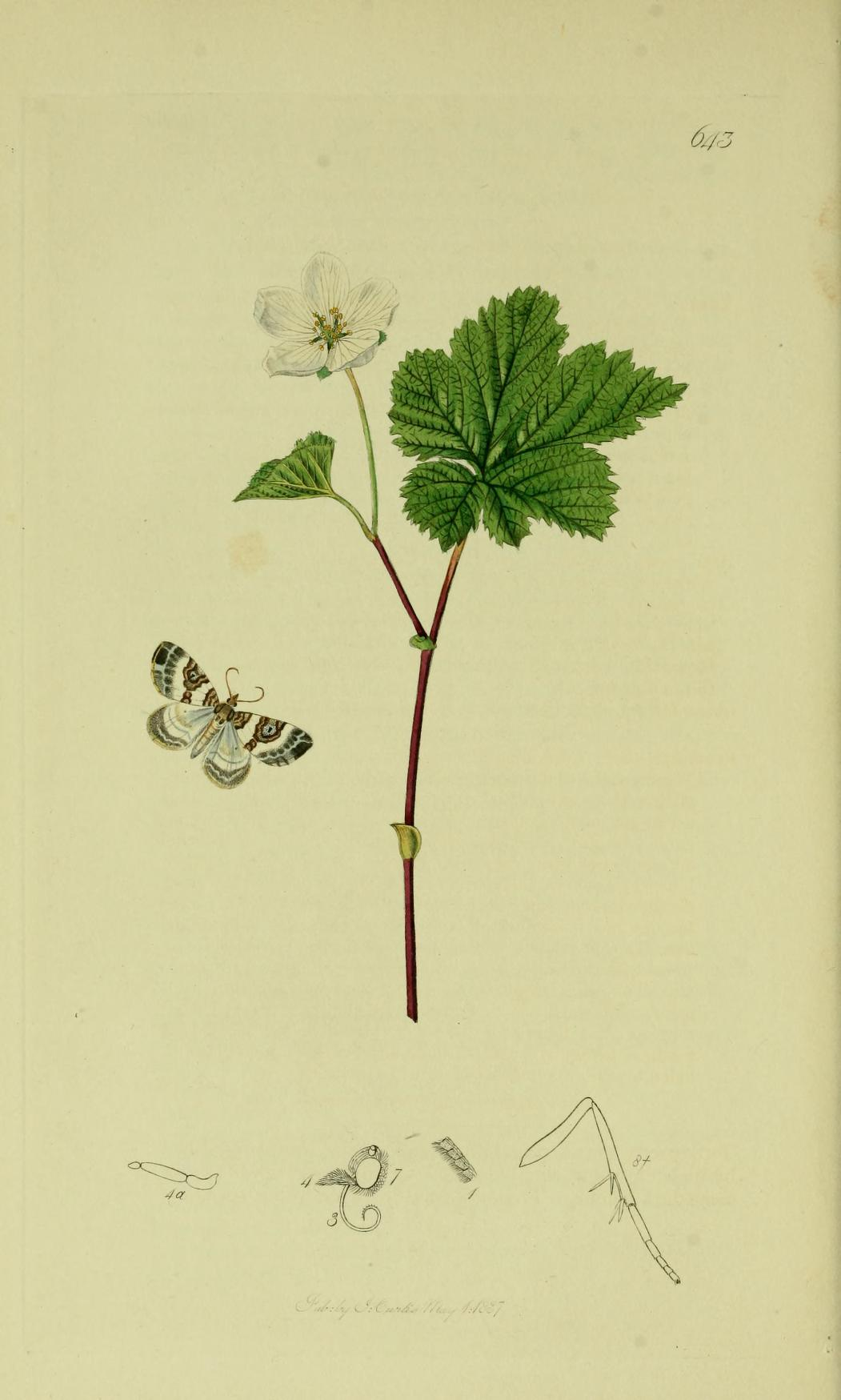